# 灰机灰机
《灰机灰机》，2012年中国大陆上映的喜剧片，由柳岩、“筷子兄弟 ”肖央主演，导演陈柏坚。

## 剧情
电影讲述屌丝男傻强和售楼小姐小美之间搞笑的爱情故事。

## 演员
- 柳岩 饰演 小美，售楼小姐。
- 肖央 饰演 傻强，屌丝男。

## 制作
电影在广东省广州市取景。
电影主题曲《最后的航班》演唱人是刘惜君。
电影首映式是在北京。
电影虽有床戏，但是尺度不大。